# Saiko Kōmori-ana
Die Saiko Kōmori-ana (jap. 西湖コウモリ穴, dt. „Westsee-Fledermaushöhle“) ist eine natürliche Vulkanhöhle an der Nordflanke des Fuji in der Präfektur Yamanashi in Japan.

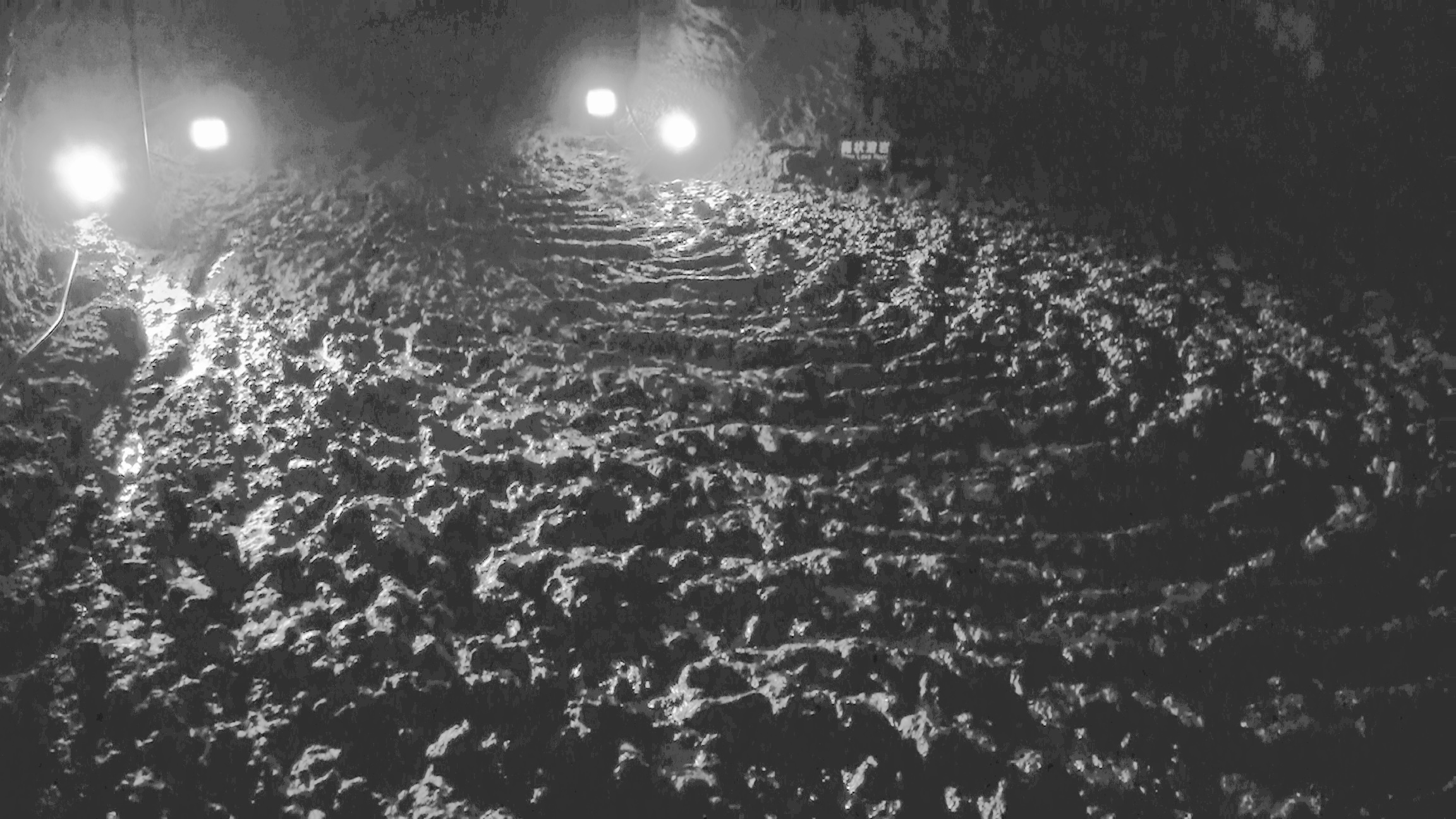
Inneres der Saiko Kōmori-ana, 2012

Der Eingang zur Höhle liegt am westlichen Rand des Aokigahara-Waldes, nahe der Ortschaft Fujikawaguchiko. Das Höhlensystem führt ca. 350 m in den Berg, ist reich verzweigt und bietet Besuchern mehrere Nebenhöhlen zum Erkunden. Auch finden sich zahlreiche, beeindruckende Stalaktiten in den Kammern. In einigen Gängen und Kammern liegen die Decken recht niedrig, sodass Schutzhelme empfohlen werden.
Die Saiko Kōmori-ana wurde benannt nach dem nahegelegenen Saiko und den zahlreichen Fledermausarten, die hier ihre Winterquartiere beziehen. Hauptgrund ist die besondere Eigenart der Höhle, deren Wände Wärme abgeben, wodurch die Raumtemperaturen auch im Winter mild bleiben. Daher finden die Tiere hier einen geeigneten Überwinterungsplatz. Dies war nicht immer so: weil die Höhlen in der Vergangenheit zu oft von Neugierigen und Höhlenbegeisterten aufgesucht wurden, war der Bestand an Fledermäusen stark bedroht. Dank eines weitläufigen Natur- und Artenschutzprogrammes wächst die Population jährlich wieder. Die Fledermaushöhle ist als Saiko Kōmori-ana oyobi Kōmori (西湖蝙蝠穴およびコウモリ Saiko Kōmori-ana oyobi Kōmori, deutsch ‚Westsee-Fledermaushöhle und Fledermäuse‘) seit 1929 ein geschütztes Naturdenkmal und da der angrenzende Aokigahara seit 1950 Teil des Fuji-Hakone-Izu-Nationalparks ist und die Höhle mit einschließt, gehört seitdem auch die Saiko Kōmori-ana zum Nationalpark. Seit April 1998 ist sie gegen Entgelt der Öffentlichkeit zugänglich.